# Шкляревский, Алексей Сергеевич
Алексей Сергеевич Шкляревский (1839—1906) — российский врач, профессор.

## Биография
Родился 22 марта (3 апреля) 1839 года в Краснополье Кролевецкого уезда Черниговской губернии.
В 1848—1856 годах воспитывался в «черниговском благородном при гимназии университете», откуда поступил на медицинский факультет Московского университета. Окончил университетский курс в 1862 году лекарем с отличием и с правом после защиты диссертации получить степень доктора медицины. На 5-м курсе получил золотую медаль за сочинение на заданную тему «О воспалении вообще». на два года был оставлен при университете для усовершенствования в патологической анатомии и патологической физиологии. 
В 1866—1868 годах находился в учёной командировке за границей (Германия и Австрия), за собственный счёт. В 1869 году после защиты в Санкт-Петербургской медико-хирургической академии диссертации «О прохождении белых кровяных шариков сквозь коллоидные оболочки» был удостоен степени доктора медицины и после пробной лекции «Об одышке и асфикции» был назначен 10 мая приват-доцентом академии по экспериментальной патологии. Спустя три недели, 31 мая был избран доцентом медицинской физики в Киевский университет Св. Владимира, где вступительную лекцию «О необходимости физического образования для врачей при современном состоянии медицины» 9 декабря. Приказом министра народного просвещения от 10 мая 1870 года был утверждён экстраординарным профессором этого университета по кафедре медицинской физики; с 16 апреля 1877 года — ординарный профессор по этой же кафедре.
В 1870—1873 и 1875—1878 годах был секретарём медицинского факультета; в 1878 году занимал, по избранию, должность университетского судьи.
В 1878—1880 годах читал гигиену на Высших женских курсах.
Умер 23 мая (5 июня) 1906 года в Киеве.

## Труды
Кроме собственной диссертации, Шкляревский был автором следующих работ: «Zur Histogenese des Blutes» («Centralblatt f. d. med. Wiss.», 1867, № 55); «Ueber Blut und die Suspensionsflüssigkeiten» («Pflüger’s Archiv», 1869); «Zur Extravasation der weissen Blutkörperchen» (ib., 1869); «Распространенное амилоидное перерождение» («Военно-Медицинский Журнал», 1869), «Об одышке и асфиксии» («Медицинский Вестник», 1869); «Новейший фазис в истории экстравагации» («Журнал нормальной гистологии, патологической анатомии и прочего», 1871); «Kleinhirn und Bogengänge der Vögel» («Götting. gelehr. Nachrichten», 1872); «Ueber die Anordnung der Herzganglien bei Säugethieren und Vögeln» (ib., 1872), «Об отличительных свойствах мужского и женского типов, в приложении к вопросу о высшем образовании женщин» (речь, «Университетские Известия», 1874, № 2 и отдельно — Киев, 1874); «О гемодинамике инфаркта» («Университетские Известия», 1876 год, № 11 и 12), «Лекции медицинской физики» (ib., 1881 и 1882).
А. С. Шкляревский был художником-любителем и на страницах газеты «Киевлянин» пропагандировал искусство передвижников. Он также является автором статьи в журнале «Вопросы Нервно-Психической медицины» «„Великое и возвышенное“ в художественных изображениях: „Спаситель в пустыне“, картина И. Н. Крамского».
В Вестнике Европы в 1876 и 1877 годах были напечатаны две статьи «Что думать о спиритизме?»; в Русском вестнике в 1877 году — «Критики того берега».